# Moriguchi
Moriguchi (japanska: 守口市  ?, Moriguchi-shi) är en stad i Osaka prefektur i Japan. Staden fick stadsrättigheter 1946. 
Moriguchi gränsar till Osaka och Osakas tunnelbanas Tanimachi-linje har två stationer i Moriguchi.